# 馬克西姆·科夫頓
馬克西姆·科夫頓（俄语：Максим Павлович Ковтун；1995年6月18日—）是一位俄羅斯花樣滑冰運動員。他是2015年歐洲花樣滑冰錦標賽的銀牌獲得者，並且兩次獲得俄羅斯全國冠軍。他出生在葉卡捷琳堡。